# ティモシー・ダヴリン
ティモシー・J・ダヴリン（英語: Timothy J. Davlin、1957年8月27日 - 2010年12月14日）は、アメリカ合衆国の政治家。

## 生涯
1957年8月27日にロバート・E・ダヴリンとノリーン・オブライエン・ダヴリンの子としてイリノイ州スプリングフィールドで生まれる。大学を卒業後、保安官、金融保険会社、商工会議所のディレクターなどを務めた。2003年4月1日にイリノイ州スプリングフィールドの市長に当選し2期目も務めていたが、2010年12月14日の朝、自宅で自殺した。直前の2010年10月、IRSから9万ドルの脱税の調査をされていることが発覚した。